# KHD A6M 420 R Bauart B
Die Typenreihe KHD A6M 420 R Bauart B war eine zweiachsige Diesellokomotive mit Stangenantrieb, die für den Rangierdienst konzipiert wurde. Es wurden von 1940 bis 1943 16 Lokomotiven von Klöckner-Humboldt-Deutz (KHD) gebaut. Diese waren bis in die 1970er Jahre im Einsatz.
Zwei Lokomotiven sind erhalten geblieben.

## Entwicklung
Die Lokomotiven sind die Weiterentwicklung der KHD A6M 220 R aus dem Jahr 1936. In der Zwischenzeit hatten die Lokomotiven den erneuerten Dieselmotor der Bauform 4 erhalten, der aber in den Hauptabmessungen identisch war. Es wurden geliefert;
- eine Lokomotive wurde als Werklok von KHD verwendet,
- zwei Lokomotiven wurden an die Deutsche Sprengchemie verkauft,
- eine Lokomotive wurde an ein Unternehmen in Halle (Saale) verkauft,
- eine Lokomotive wurde an die Wehrmacht verkauft,
- eine Lokomotive wurde an ein Unternehmen über die Kohleproduktion in Bochum verkauft,
- eine Lokomotive wurde an die Stadt Saarbrücken verkauft,
- eine Lokomotive an Opel,
- eine Lokomotive an die Vereinigte Deutsche Nickel-Werke,
- eine Lokomotive erhielt eine Firma in Breslau.

Dazu wurden sechs Lokomotiven nach Bulgarien geliefert.

## Technik
Die Lokomotiven besitzen einen Maschinenvorbau und ein dahinter befindliches Führerhaus. Die Kraftübertragung erfolgt durch Stangenantrieb, wobei die Blindwelle als Getriebeabgangswelle zwischen den Antriebsrädern gelagert ist. Ursprünglich besaßen die Lokomotiven eine Treibstange und eine Kuppelstange als Kraftübertragung. 
Angetrieben wurden die Lokomotiven von einem schnelllaufenden Sechszylinder-Viertakt-Dieselmotor von KHD, dem nach einer Einscheibentrockenkupplung ein Wechselgetriebe mit Wendegetriebe folgte. 
Sie besaßen ein geräumiges Führerhaus mit großen Fenstern.

## Einsatz

### Deutsche Sprengchemie
Die Lokomotive war bei der Firma in einem Werk in Bad Sachsa eingesetzt und blieb bis zu ihrer Ausmusterung 1990 im Harz. 1993 wurde sie dem Lokpark Braunschweig übergeben.

### Bulgarien
Die sechs nach Bulgarien zur BDŽ gelieferten Lokomotiven erhielten dort die Baureihenbezeichnung 55, die später in die Reihe 61 geändert wurde. Die Lokomotive mit der Nummer 61.02 wurde nach der Ausmusterung für museale Zwecke aufbewahrt. Die Lokomotive war um die Jahrtausendwende in einer Waggonfabrik in Drjanowo hinterstellt. Diese Lokomotive hat noch die originale Antriebsanlage mit der Treibstange von der Blindwelle zur vorderen Achse.